# Az (film, 1990)
A Stephen King: Az (első magyar szinkronnal: Izé, DVD-n: Gonosz) (eredeti címén: Stephen King’s It)  1990-es amerikai-kanadai természetfeletti horrorfilm, amely Stephen King világsikerű 1986-os regénye alapján készült. A filmet Tommy Lee Wallace rendezte és írta Lawrence D. Cohennel. A főbb szerepekben Harry Anderson, Dennis Christopher, Annette O’Toole és Tim Curry láthatóak. A Lorimar Television gyártotta, valamint a Warner Bros. Pictures forgalmazta.
A főszereplők a Szerencsés Hetes, vagy a Vesztesek Klubja, egy csoport kirekesztett gyerek, akik felfedezik Pennywise-t és fogadalmat tesznek, hogy elpusztítják a gyermekeket rabló és azok félelméből táplálkozó, legtöbbször bohóc kinézetű entitást. A film két különböző idősíkban játszódik, az első, amikor a Vesztesek először, 1960-ban találkoznak Pennywise-szal, majd 1990-ben felnőttként, amikor annak újbóli visszatérésekor fogadalmuk szerint újra megküzdenek a bohóccal.
Főszerepben Richard Thomas, John Ritter, Annette O’Toole, Harry Anderson, Dennis Christopher, Tim Reid és Richard Masur mint a Vesztesek Klubjának hét tagja és Tim Curry, mint Pennywise láthatóak. A szereplők gyerekkori önmagát a visszaemlékezésekben Jonathan Brandis, Seth Green, Emily Perkins, Brandon Crane, Adam Faraizl, Marlon Taylor és Ben Heller játssza. Michael Cole, Jarred Blancard, Gabe Khouth, Chris Eastman, Olivia Hussey, Frank C. Turner, Tony Dakota, Ryan Michael, Tom Heaton és Chelan Simmons mellékszerepekben szintén feltűnnek a két részes filmben.
Eredetileg négyrészes, egyenként nyolc órás sorozatként forgalmazta az American Broadcasting Company, majd Lawrence D. Cohen, hogy Stephen King 1138 oldalas művét megfelelően adaptálja, egy kétrészes, négy órás forgatókönyvet készített, megőrizve a cselekmény legfontosabb részeit. Végül erről is le kellett mondania, lehetetlen volt összeegyeztetni a regény hosszúságát és a filmes játékidő határait és szabályait. A produkciót 1990 elején kezdték forgatni és három hónap alatt készült el a Brit Columbia tartománybeli New Westminster városában.
1990. november 18-án és 20-án két éjszaka alatt adták le a két részt az ABC-n, a premier 30 millió nézőt vonzott, nagy sikert aratva. A kritikusok dicsérték Tim Curry játékát, mint Pennywise, Richard Bellis zeneszerző pedig Primetime Emmy-díjat kapott Kiemelkedő zeneszerző – minisorozat, tévéfilm vagy különkiadás (eredeti drámai filmzene) kategóriában.

## Cselekmény
A Maine tartománybeli Derry városában Bill Denbrough 1960-ban öccsének, Georgie-nak egy papírhajót készít, mellyel öccse a szakadó esőben az utcán a csatorna vízelvezetőjében kezd játszani. Georgie nem tudja megakadályozni, hogy a vitorlás ne a csatornalefolyóban kössön ki, ahol meglepetésére egy bohóckinézetű idegennel találkozik, aki Pennywise-ként mutatkozik be neki. Pennywise ráveszi Georgie-t, hogy vegye el a hajót, azonban mikor a fiú a játékáért nyúl, előbb letépi a karját, majd a csatornába rántja és megöli. Hónapokkal később, már az iskolai időszakban az egykén maradt, egyébként dadogó Bill összebarátkozik néhány hozzá hasonlóan kirekesztett iskolással; a túlsúlyos és a városban újnak számító Ben Hanscommal, az asztmás Eddie Kaspbrakkal, a kétes hírű lánnyal, Beverly Marshsal, aki az őt terrorizáló apjával él, a nagyszájú Richie Tozierrel, és a zsidó Stanley Urisszal. A Henry Bowers által vezetett helyi zsarnokok bántalmazása mellett a csoport mindegyikének zavaró találkozása volt már Pennywise-szal. Az egyik iskola utáni délutánon Bill és barátai találkoznak az afroamerikai Mike Hanlonnal, akit a Bowers banda üldöz. Végül ők hatan megmentik a fiút és elkergetik az üldözőit. Mike csatlakozik a hatos csapathoz és megalapítják a Vesztesek Klubját. A város múltjában való kutakodás után rájönnek, hogy Pennywise – akit sokszor csak AZ-ként emlegetnek – egy alakváltó szörnyeteg, aki minden 27 évben ébred fel álmából és rabolja el a helyi gyerekeket, akiknek a félelmei jelentik az ő táplálékát.
A Vesztesek úgy döntenek, hogy felkeresik a régi csatorna bejáratát, amely a város középpontjában, egy elhagyatott helyen található, és felveszik a harcot Pennywise-szal. Henry és barátai, Victor Criss és Belch Huggins követik őket, hogy megöljék a heteket, de végül a barátaitól elszakadó Victort öli meg a lény, míg Henry-re csak alaposan ráijeszt, hogy a fiú azonnal megőszül. Végül Eddie aspirátorával és Beverly egy ezüsttel való támadása folytán sikerül legyőzniük Azt, aki látszólag haldoklik, majd visszahúzódik a lefolyóba. A Vesztesek esküt tesznek, ha Pennywise 27 év múlva újra visszatér, akkor ők is újra szembeszállnak vele. Mindeközben Henry Bowers kitalál a csatornából, de elméje teljesen megbomlik és bár bizonygatja, hogy a lenti gyilkosságot egy bohóc hajtotta végre, a helyi elmegyógyintézetbe kerül.
1990-ben, a városi könyvtárosként dolgozó Mike az eltűnt gyermekek és a gyilkosságsorozatok után kutat, amikor Laurie Anne Winterbarger, a legújabb eltűnt kislány nyomozásának helyszínén különös felfedezést tesz. Egy plakáton Georgie képét látja, ami ráébreszti, hogy eljött az idő, Pennywise visszatért. Sorban felhívja a Vesztesek Klubjának egykori tagjait; a horror regényíró Billt, az építész Bent, a divattervező Beverly-t, Eddie-t, aki még mindig az őt elnyomó anyjával él és Stant, aki ingatlanügynök lett. A telefonbeszélgetésekből kiderül, hogy a Vesztesek többi tagja szinte elfelejtette egymást, vagy emlékeiket mélyen magukba temették, traumáikkal együtt. Öten némi vonakodás után beleegyeznek esküjük betartásába, de a félelemtől gyötört Stan öngyilkos lesz a saját kádjában. Felvágja az ereit, a falra pedig azt írja: AZ
Hatan találkoznak Derryben egy étteremben, igaz jöttük közben mindannyiuknak szembe kellett néznie Pennywise-szel, aki a távozásra szólította fel őket. A Vesztesek értesülnek Stan haláláról, majd Mike emlékezteti őket mivel is állnak szemben. Időközben még két ember érkezik a városba; a Pennywise által kiszabadított Henry, hogy megölje őket, illetve Audra, Bill aggódó felesége. Henry megtámadja Mike-ot, aki bár megsebesül, de túléli a találkozást, míg Henry meghal. Ezt követően Billnek adja a két ezüstöt, aminek segítségével annak idején legyőzték AZ-t és amiért ő évekkel korábban visszament a csatornába. Az öt megmaradó Vesztes úgy dönt újra leereszkedik a csatornába, ahol többüket megkísérti a legnagyobb félelme, többek közt Billt Georgie alakjában, hogy bűntudatot ébresszen. Végül elérik a csatornarendszer közepét és megtalálják a lény fészkét, aki eredeti alakjában, egy pókhoz hasonló szörnyként támad rájuk, valamint a foglyul ejtett Audrát, aki kataton állapotban van. Bill, Ben és Richie majdnem odavesznek, de a barátjai segítségére siető Eddie élete árán megmenti őket, miközben Beverly halálos sebet ejt a szörnyetegen, akinek a szívét Bill a saját kezével tépi ki. A Vesztesek visszatérve a csatornából Eddie holttestét Derry város temetőjébe helyezik végső nyugalomra.
A Vesztesek végül mindannyian máshol kezdenek új életet és emlékeik ismét halványodnak. Mike is új helyen kezd új életet, Richie egy olyan filmben kap szerepet, amelyben színésztársa Eddie-re hasonlít, míg Beverly és Ben összeházasodnak és első gyermeküket várják. Bill az utolsó aki elhagyja Derryt, miután Audrát is sikerül meggyógyítania, egy, a régi ezüst biciklijén való kerékpározás közben.

## Szereposztás
| Szerep                            | Színész            | 1. magyar hang         | 2. magyar hang   |
| --------------------------------- | ------------------ | ---------------------- | ---------------- |
| William „Bill” Denbrough          | Richard Thomas     | Jakab Csaba            | Forgács Péter    |
| Richard „Richie” Tozier           | Harry Anderson     | Sinkovits-Vitay András | Rosta Sándor     |
| Stanley „Stan” Uris               | Richard Masur      | Cs. Németh Lajos       | Lippai László    |
| Michael „Mike” Hanlon             | Tim Reid           | Balázsi Gyula          | Csuja Imre       |
| Edward „Eddie” Kaspbrak           | Dennis Christopher | Rékasi Károly          | Kassai Károly    |
| Benjamin „Ben” Hanscom            | John Ritter        | Hankó Attila           | Barbinek Péter   |
| Beverly „Bev” Marsh               | Annette O’Toole    | Nyírő Bea              | Csere Ágnes      |
| „Az” / Pennywise, a táncoló bohóc | Tim Curry          | Barbinek Péter         | Végvári Tamás    |
| Henry Bowers                      | Michael Cole       | Beregi Péter           | Tahi Tóth László |

## Vetítési előzmények
Eredetileg az ABC kiadásában 1990. november 18-án és 20-án jelent meg a film, vágatlan verzióban. Az első rész az ötödik legnézettebb műsor volt 18,5 százalékos nézettségi aránnyal 17,5 millió amerikai háztartásban, míg a második rész ezt is túlszárnyalva a második legnézettebb műsor volt, összesen 20,6 százalékos nézettségi aránnyal 19,2 millió háztartásban. Cohen szerint az ABC-nek nagy bevételt jelentett a film, a premier 30 millió nézőt vonzott, a film egyértelműen siker lett.

## Fogadtatása, kritika
Matt Roush, a USA Today napilap írója pozitív kritikával fogadta a filmet. Ken Tucker, az Entertainment Weekly heti magazintól szintén dicsérte az alkotást, de kritikát is megfogalmazott különösképpen az effektusokra vonatkozóan. A The Hollywood Reporter internetes szaklap munkatársa Tim Curry színészi játékát emelte ki.
Sandra Harris a Movie Pilot-tól pozitív visszajelzést adott a filmnek, és megjegyezte: "Gyönyörű a táj és szépek a jelenetek, a Stephen King rajongók számára ez a film a gyűjteményük számára is fontos.  " Ian Jane a DVD Talk-tól kiemelte a gyermekkori nosztalgiát a többrészes miniszériák iránt és dicsérte Curry játékát mint Pennywise. A Bloody Disgusting horrorfilmekkel foglalkozó internetes oldaltól John Campopiano elismerte Tommy Lee Wallace rendezői munkáját aki "kevésbé támaszkodik az ugrásszerű megrázkódtatásokra és egy olyan kellemetlen légkör létrehozására, amely ellentétben áll a gyerekekkel és történeteikkel." 2017-ben Rolling Stone magazin írója, Sean T. Collins "legendásnak" nevezte és megjegyezte, hogy a film kultikus és klasszikus alkotás lett a maga műfajában.
Stephen King úgy kommentálta a minisorozatot egy 2015-ös interjúban, hogy ő maga örömmel fogadta a produkciót: "Emlékeznünk kell arra, hogy itt volt egy könyv, amely több mint 1000 oldalas terjedelemmel bírt, de a sorozat nagyon meglepett, hogy mennyire jó, egy nagyon hosszú könyv cselekményének valóban ambiciózus adaptációja. "
2017 szeptemberében a Rotten Tomatoes oldalán még mindig 57% -on állt a film értékelése 14 vélemény alapján.

## A film kiadása kazettán, LD-n, DVD-n
1991-ben jelent meg VHS-en és Laserdiscen. Az eredeti VHS-kiadás két külön kazettára készült. Ezeken az eredeti hosszúságú film volt megtalálható. 1998-ban újra kiadták a VHS-t, ezúttal egy kazettára (EP formátumban). 2002-ben kiadták DVD-re. majd 2016. október 4-én Blu-rayre.  Mind a DVD, mind a BR változat egy rövidített, egy részben kiadott filmet tartalmaz. Az 1. rész végén levő öngyilkossági jelenet lerövidül, a 2. részben látható szálloda jelenete hiányzik, és a 2. rész elején lévő temetői jelenet szintén kissé meg van vágva.

## Zene
Az eredeti kétrészes változat zenéjét 2011. november 15-én jelent meg két CD-és kiadásban. Richard Bellis zeneszerző Primetime Emmy-díjat kapott Kiemelkedő zeneszerző – minisorozat, tévéfilm vagy különkiadás (eredeti drámai filmzene) kategóriában.